# Reederochloa
Reederochloa és un gènere monotípic de plantes de la subfamília de les cloridòidies, família de les poàcies. La seva única espècie: Reederochloa eludens, és originària de Mèxic.
El nom del gènere va ser atorgat en honor de John Raymond Reeder, agrostòleg nord-americà. Va ser descrita per Soderstrom i H.F.Decker i publicada a Brittonia 16(3): 335, f. 1–10. 1964.